# Apache Junction
Apache Junction è una città situata tra le contee di Pinal e Maricopa nello Stato dell'Arizona. Secondo il censimento del 2020, la sua popolazione era di 38 499 abitanti, di cui la maggior parte risiedeva nella contea di Pinal. Prende il nome dall'incrocio tra l'Apache Trail e la Old West Highway. L'area in cui si trova Apache Junction un tempo era conosciuta come Youngberg. Il Monte Superstizione, la vetta più occidentale delle Montagne delle Superstizione, si trova a est.

## Geografia fisica
Secondo l'Ufficio del censimento degli Stati Uniti, ha una superficie totale di 35,00 mi² (90,65 km²).

## Storia
La fondazione di Apache Junction avvenne vicino ad un incrocio di un percorso della diligenza nei pressi delle Montagne della Superstizione. In seguito divenne una località famosa per via della sua storicità, infatti per tale motivo, nel 1922 venne aperta una strada panoramica al pubblico e attualmente fa parte di un "sentiero circolare" lungo 190 km che inizia e termina ad Apache Junction. Gli O'odham Jeweḍ, Akimel O'odham e Hohokam sono le principali popolazioni indigene ad abitare nell'area.

## Società

### Evoluzione demografica
Secondo il censimento del 2020, la popolazione era di 38 499 abitanti.